# Налидиксовая кислота
Налидиксовая кислота — лекарственное средство антибактериального действия. Относится к группе хинолонов.

## Фармакологическое действие
Подавляет репликацию ДНК путём ингибирования активности ДНК-гиразы. Эффективна в отношении грамотрицательных микроорганизмов: Escherichia coli, Salmonella spp., Shigella spp., Proteus spp., палочки Фридлендера. Действует бактерицидно или бактериостатически (в зависимости от чувствительности микроорганизма и концентрации). Чувствительны штаммы микроорганизмов, устойчивые к антибиотикам и сульфаниламидам. Неактивна в отношении грамположительных микроорганизмов и анаэробов. В ходе лечения возможно развитие резистентности микроорганизмов.

## Фармакокинетика
Абсорбция в желудочно-кишечном тракте хорошая, биодоступность — 96 %, связь с белками плазмы — 93 %. TCmax в плазме — 1-2 ч, в моче — 3-6 ч (250—300 мкг/мл). Концентрация в ткани почек выше, чем в крови. Проникает через ГЭБ и плацентарный барьер, в грудное молоко. T½ — 1.1-2.5 ч (при нарушении функции почек — до 21 ч). Метаболизм в печени частичный, с образованием активного метаболита — гидроксиналидиксовой кислоты. Выводится почками (2-3 % — в виде налидиксовой кислоты, 13 % — в виде активного метаболита, 80 % — в виде неактивного метаболита).

## Показания
Пиелонефрит, цистит, уретрит, простатит; инфекции желудочно-кишечного тракта, холецистит и др., вызванные чувствительными микроорганизмами. Профилактика инфекций при операциях на почках, мочеточниках, мочевом пузыре.

## Противопоказания
Гиперчувствительность, печеночная и/или почечная недостаточность, эпилепсия, атеросклероз сосудов головного мозга (тяжелая форма), беременность, детский возраст (до 2 лет), дефицит глюкозо-6-фосфатдегидрогеназы.

## Режим дозирования
Внутрь, по 1 г 4 раза в сутки, в течение 7 дней. При проведении более длительного лечения доза может быть снижена до 0.5 г 4 раза в сутки. Детям — в начальной суточной дозе 60 мг/кг в 3-4 приема, поддерживающая — 30 мг/кг/сут в 3-4 приема.

## Побочные эффекты
Тошнота, рвота, диарея, гастралгия, кровотечения из желудочно-кишечного тракта, холестаз; сонливость, головная боль, нарушение зрения и цветовосприятия, диплопия, внутричерепная гипертензия, дисфория, миалгия; аллергические реакции (кожная сыпь, зуд, ангионевротический отёк). При длительном применении возможны: тромбоцитопения, лейкопения, гемолитическая анемия, фотосенсибилизация, судороги.

## Особые указания
На фоне терапии возможна ложноположительная реакция мочи на сахар.

## Взаимодействие
Не следует назначать одновременно с непрямыми антикоагулянтами. Может оказать угнетающее воздействие на центральную нервную систему, особенно в случае одновременного применения с этанолом или др. лекарственными средствами, угнетающими центральную нервную систему. Несовместим с нитрофуранами.